# Mesure stéréoscopique
 (juillet 2007).
Si vous disposez d'ouvrages ou d'articles de référence ou si vous connaissez des sites web de qualité traitant du thème abordé ici, merci de compléter l'article en donnant les références utiles à sa vérifiabilité et en les liant à la section « Notes et références ».
La stéréovision ou mesure stéréoscopique est une méthode de mesure qui consiste à se servir de la prise d'images (photographiques ou numériques) prises de différents points de vue, pour déterminer les dimensions, les formes ou les positions d'objets.

## Le matériel
Pour cela on utilise :
- soit des appareils photographiques étalonnés utilisant des films argentiques plans et stables dimensionnellement ou des détecteurs CCD à haute résolution pour des mesures statiques ;
- soit des caméras (film ou CCD) si des mesures dynamiques sont nécessaires  (vidéogrammétrie).

Ces appareils sont souvent appelés « chambres métriques ». Ils sont équipés d'objectifs de grande qualité, à faible distorsion, de pouvoir résolvant élevé. Le tirage (distance entre l'objectif et la surface sensible) est fixe après étalonnage. Si des objectifs de moindre qualité sont utilisés, il est nécessaire de corriger leurs distorsions par étalonnage.
En vidéogrammétrie, on privilégie la vitesse d'acquisition et de traitement, par rapport à la photogrammétrie qui privilégie la justesse des mesures.

## La méthode

### Méthode de base
Pour effectuer la mesure, il faut réaliser l'acquisition d'au moins deux images de l'objet à mesurer de deux points de vue différents.
Après avoir enregistré deux prises de vue de deux points de vue différents d'un objet, les coordonnées images (couple stéréoscopique) des points à mesurer sur chacune des prises de vue sont déterminées sur chacune des images. La mise en concordance est généralement faite automatiquement.
Pour déterminer l'échelle (les dimensions de la pièce), il est nécessaire d'étalonner le système de mesure. Les positions relatives des systèmes de prise de vue sont fixes.

### Variantes dans la méthode
L'utilisation de trois points de prise de vue permet la redondance des mesures : on a ainsi à disposition trois couples stéréoscopiques.
Il est ainsi possible d'obtenir une meilleure justesse des mesures, de rejeter certaines mesures a priori entachées d'une erreur, de mesurer des zones cachées et d'estimer par calcul l'incertitude de mesure.
Un système de mesure par stéréovision plus simple à exploiter peut être constitué en alignant les axes des caméras avec la ligne qui joint leurs centres optiques pour constituer une géométrie épipolaire : l'analyse des concordances peut se faire alors ligne par ligne. Cela conduit à simplifier l'analyse des concordances et réduit considérablement les temps de calcul.

## Domaines d'application
- Analyse de la courbe limite de formage (CLF) lors de l'emboutissage de tôles minces, par exemple dans le domaine de l'automobile[1].

- Détection des obstacles routiers